# Leptogenys drepanon
Leptogenys drepanon é uma espécie de formiga do gênero Leptogenys, pertencente à subfamília Ponerinae.